# Донок (Нижегородская область)
Донок — посёлок в Вознесенском районе Нижегородской области. Входит в состав Сарминского сельсовета.

## География
Посёлок находится в юго-западной части Нижегородской области на расстоянии приблизительно 10 километров  по прямой на север-северо-восток от поселка Вознесенское, административного центра района.

## История
Поселок основан в 1922 году переселенцами  из сел Бахтызино и Мотызлей. Название дано по местной речке. Работал колхоз им. Первого Мая, совхоз «Курихинский». К 1970 году в поселке оставались 43 хозяйства. В 1992 году еще проживали 108 человек.

## Население
Постоянное население составляло 64 человек (русские 97%) в 2002 году, 44 в 2010.